# Pillangóvirág (növénynemzetség)
A pillangóvirág (Cosmos) az őszirózsafélék (Asteraceae) családjába tartozó növénynemzetség, melyet neveznek pillevirágnak is.

## Jellemzői
A nemzetségbe egyéves vagy évelő növények tartoznak. Merev szárukon a finoman szeldelt levelek átellenesen állnak. Fészekvirágzatuk viszonylag nagy, benne a meddő sugárvirágok szélesek és három-öt csúcsúak. Mexikóban, Közép- és Dél-Amerikában őshonosak.

## Fajok
Az alábbi lista a The Plant List és a Tropicos adatbázisának felhasználásával készült:
- Cosmos atrosanguineus (Hook.) Voss – bíbor pillangóvirág, csokoládéillatú pillangóvirág, sötét pillangóvirág
- Cosmos bipinnatus Cav. – kerti pillangóvirág
- Cosmos carvifolius Benth.
- Cosmos caudatus Kunth
- Cosmos concolor Sherff
- Cosmos crithmifolius Kunth
- Cosmos deficiens (Sherff) Melchert
- Cosmos diversifolius Otto ex Knowles et Westc.
- Cosmos gracilis Sherff
- Cosmos herzogii Sherff
- Cosmos intercedens Sherff
- Cosmos jaliscensis Sherff
- Cosmos juxtlahuacensis Panero et Villaseñor
- Cosmos landii Sherff
- Cosmos langlassei (Sherff) Sherff
- Cosmos linearifolius (Sch.Bip.) Hemsl.
- Cosmos longipetiolatus Melchert
- Cosmos mattfeldii Sherff
- Cosmos mcvaughii Sherff
- Cosmos microcephalus Sherff
- Cosmos modestus Sherff
- Cosmos montanus Sherff
- Cosmos nelsonii B.L.Rob. et Fernald
- Cosmos nitidus Paray
- Cosmos ochroleucoflorus Melchert
- Cosmos pacificus Melchert
- Cosmos palmeri B.L.Rob.
- Cosmos parviflorus (Jacq.) Pers.
- Cosmos peucedanifolius Wedd.
- Cosmos pilosus Kunth
- Cosmos pringlei B.L.Rob. et Fernald
- Cosmos purpurens Sherff
- Cosmos purpureus (DC.) Benth. et Hook.f. ex Hemsl.
- Cosmos reptans Benth.
- Cosmos scabiosoides Kunth
- Cosmos schaffneri Sherff
- Cosmos scherfii Melchert
- Cosmos sessilis Sherff
- Cosmos sherffii Melchert
- Cosmos steenisiae Veldkamp
- Cosmos sulphureus Cav. – sárga pillangóvirág
- Cosmos tenellus Kunth